# (3015) Candy
(3015) Candy es un asteroide perteneciente al cinturón exterior de asteroides descubierto por Edward L. G. Bowell el 9 de noviembre de 1980 desde la Estación Anderson Mesa, en Flagstaff, Estados Unidos.

## Designación y nombre
Candy recibió inicialmente la designación de 1980 VN.
Más adelante, en 1986, se nombró en honor del astrónomo británico Michael P. Candy (1928-1994).

## Características orbitales
Candy orbita a una distancia media del Sol de 3,387 ua, pudiendo acercarse hasta 2,802 ua y alejarse hasta 3,971 ua. Tiene una excentricidad de 0,1726 y una inclinación orbital de 17,4 grados. Emplea en completar una órbita alrededor del Sol 2276 días.

## Características físicas
La magnitud absoluta de Candy es 11,1 y el periodo de rotación de 4,625 horas.